# 金沢仁作
2代 金沢 仁作（金澤、かなさわ にさく、1861年12月8日（文久元年11月7日）– 1928年（昭和3年）12月8日）は、明治・大正期の実業家、政治家。衆議院議員。幼名・元治郎。

## 経歴
摂津国西成郡大坂三郷、のちの大阪市西区靭北通四丁目（現:大阪市西区靱本町）で、大年寄役・大阪西区長、金沢卯右衛門の二男として生まれる。大阪初の小学校である西大組第六番校（のちの靱小学校）に学び、同窓に田中市太郎、志方勢七らがいた。
15歳の時に本家・先代金沢仁兵衛が死去し、本家に入り見習、事務補助を務めた。1877年（明治10年）田中市兵衛らによって第四十二国立銀行が設立され、選ばれて大蔵省銀行学伝習所で学び、帰阪後に同行に入行した。1881年（明治14年）長兄・仁作が死去したため家督を相続して2代仁作を襲名し、家業に従事した。
1888年（明治21年）本家・金沢仁兵衛が平野紡績社長に就任すると、同支配人に就任し、職工の待遇改善を進めて業績の回復に尽力した。また、原料綿花輸入税、綿糸輸出税の廃止について業界を代表して活動し、製品の輸入防止・輸出奨励策を立案し実行した。平野紡績社長となり1902年（明治35年）平野紡績と摂津紡績が合併した際に一時退職したが、1907年（明治40年）摂津紡績の取締役、実弟・平野平兵衛が死去したため、その後任の取締役に就任した。その他、帝国製紙社長、平野大豆工業監査役などを務めた。
政界では、大阪府会議員、大阪市西区土佐堀外十七ヶ町連合区会議員、同副議長を務めた。1915年（大正4年）3月の第12回衆議院議員総選挙で大阪府大阪市から出馬して当選し、次の第13回総選挙で再選され、衆議院議員に連続2期在任した。

## 親族
- 弟 辰馬六郎（酒造業）[2][4]

## 脚註